# Вокально-инструментальный ансамбль

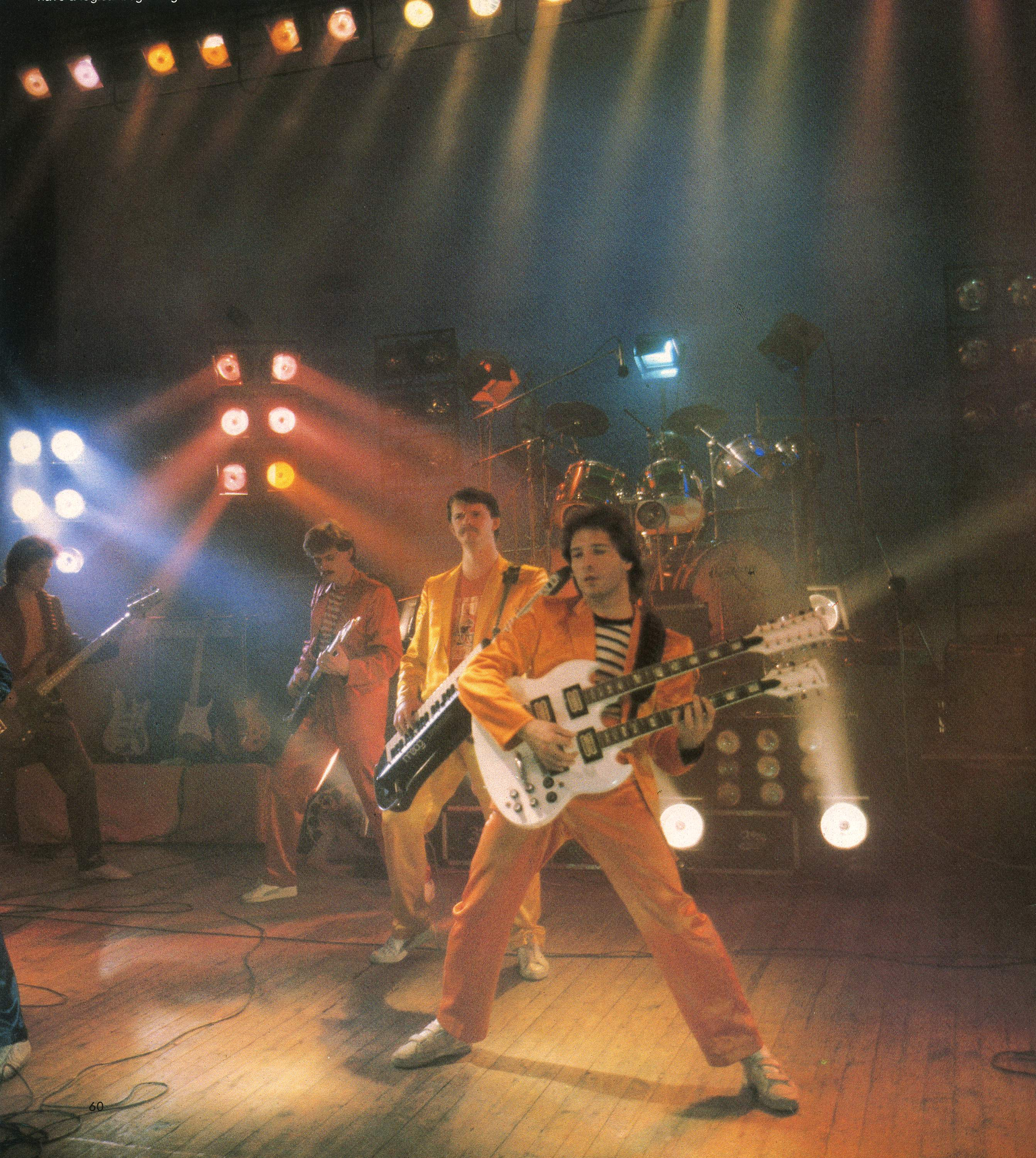
ВИА «Земляне», фото журнала
«Soviet Life» (США) октябрь 1984 года

Вока́льно-инструмента́льный анса́мбль (сокращённо ВИА) — официальное наименование признанных государством профессиональных и самодеятельных музыкальных групп в Советском Союзе в 1960‑х — 1980‑х годах. Термин «ВИА» в советское время был синонимом термина «музыкальная группа» (мог применяться даже к иностранной группе), но со временем стал ассоциироваться именно с советскими рок-, поп- и фолк-группами.

## Появление
Термин «вокально-инструментальный ансамбль», как и само обозначаемое этим термином явление, появился в СССР в 1960-х годах, на волне увлечения советской молодёжи популярными течениями западной музыки. Именно тогда в СССР стали создаваться музыкальные коллективы, призванные стать собственными аналогами (разумеется, с поправкой на идеологию) западных рок-групп. Поскольку рок-группами именовать их не разрешалось по идеологическим соображениям (рок-музыка была объявлена «продуктом разлагающейся западной культуры»), для таких коллективов было придумано название «вокально-инструментальный ансамбль», или, сокращённо, «ВИА».
ВИА создавались при тех или иных учреждениях культуры: местных филармониях, театрах, концертных объединениях. Официальный статус отделял ВИА от «авторской песни» того же периода, которая проходила по категории художественной самодеятельности. Помимо профессиональных ВИА, существовали аналогичные самодеятельные коллективы при разных учреждениях (домах культуры, колхозах и др.).
В мае 1966 года определение «Вокально-инструментальный ансамбль» было размещено на афише ансамбля «Авангард», выступавшего от Донецкой филармонии. Также в числе коллективов, создавших жанр ВИА, называют ансамбли «Поющие гитары» и «Весёлые ребята», основанные в 1966 году в Ленинграде и Москве соответственно. «Добры молодцы» появились на сцене в 1969 году.

## Особенности

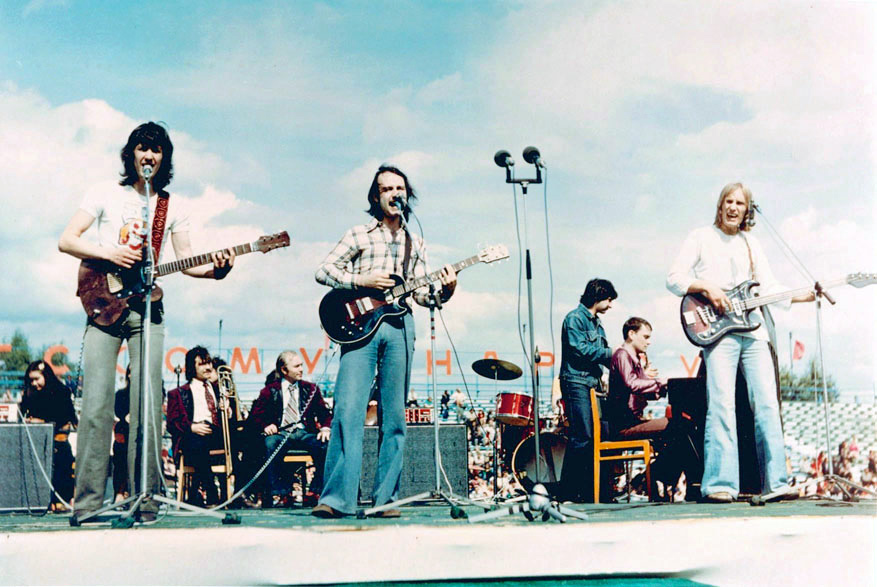
ВИА «Цветы», 1970-е годы

Типичный ВИА состоял из 6—10 и более человек, в число которых обычно входили по несколько вокалистов и мультиинструменталистов, во главе стоял художественный руководитель, который мог входить, а мог и не входить в число исполнителей, а также музыкальный руководитель. Участники менялись, а различные песни могли исполняться различными солистами. Если в рок-группах солист обычно одновременно играл на каком-либо инструменте, то в ВИА солист гораздо чаще только пел. Большинство музыкантов ВИА были профессионалами, уровень исполнительского мастерства был достаточно высок.
ВИА использовали обычный для поп- и рок-групп набор инструментов: акустическую гитару, электрогитары, бас-гитару, ударную установку, перкуссии, фортепиано, различные варианты электронных клавишных (таких, как электроорганы и синтезаторы), аппаратуру звукоусиления, а в 1980-х годах — ещё и ритм-компьютеры. В дополнение к этому набору нередко имелась и духовая секция (труба, флейта, кларнет, саксофон, гармоника, иногда тромбон), могли использоваться также различные народные инструменты (баян, домра, балалайка, скрипка и др.), особенно в ВИА с фольклорным уклоном («Песняры», «Ариэль», «Кобза», «Ялла»).
На внешний вид артистов ВИА и манеру поведения на сцене накладывался целый набор ограничений, диктовавшихся идеологическими соображениями. Типичной концертной одеждой были обычные пиджачные костюмы (для участниц-женщин — платья или юбки), а у ВИА, специализирующихся на народной тематике, — различные варианты одежды в «народном стиле», на исполнение песен военно-патриотической тематики ансамбль мог выйти в военной форме («Каскад»). Не поощрялось активное движение по сцене, как правило, музыканты и солисты стояли практически неподвижно в течение всего номера. Любые выраженные роковые атрибуты, характерные для западных рок-групп — такие, как необычные причёски, татуировки, клёпаная кожаная одежда, металлические аксессуары и прочее в том же духе, безусловно исключались.
Записи профессиональных ВИА издавались на советском рекорд-монополисте, Всесоюзной фирме грампластинок «Мелодия», а организовывали концерты территориальные филармонии и концертные объединения: Союзконцерт, Москонцерт, Ленконцерт, Росконцерт, Госконцерт, республиканские и областные филармонии.
Иногда ВИА выступали как аккомпанирующий состав известного сольного исполнителя, как, например: Юрий Антонов и группы «Аракс» и «Аэробус», Алла Пугачёва и ВИА «Рецитал», София Ротару и ВИА «Червона рута», Валерий Ободзинский и ВИА «Верные друзья», Владимир Мигуля и группа «Земляне», Лев Лещенко и «Спектр».
На мой взгляд, жанр ВИА — это своеобразное «гитарно-современное» преломление одной или нескольких сторон всем нам хорошо знакомой массовой песни. Видимо, поэтому наши ведущие композиторы-песенники так быстро нашли общий язык с вокально-инструментальными ансамблями. Но отсюда же, на мой взгляд, и общая «похожесть» ВИА — ведь выделяются среди них, как правило, коллективы, берущие за основу своих песенных композиций народный музыкальный материал.

Слушатели часто сетуют на так называемую чрезмерную громкость современных вокально-инструментальных ансамблей. Мне же кажется, что их следует упрекнуть даже не столько за чрезмерную громкость, сколько за отсутствие нюансов в исполнении ими различных произведений. <…> Любая музыка построена на контрастах звучания, на кульминационных взлётах и спадах динамики. Конечно, это несколько схематичное объяснение построения музыкального произведения, но даже и такой простой «схеме» исполнение песен вокально-инструментальными ансамблями не соответствует.Александр Градский. «Будет музыка», газета «Советская культура», 1 августа 1978

## Репертуар
Репертуар ВИА в основном составляли песни, написанные профессиональными композиторами и поэтами (то есть членами Союза композиторов и Союза писателей) и аранжированные участниками ансамбля либо специально приглашёнными сторонними аранжировщиками. Исполнялись также песни, написанные самими членами группы, основным композитором мог быть и художественный руководитель коллектива. В репертуаре некоторых ансамблей (например, таких, как «Группа Валентина Бадьярова», «Витамин», «Метроном»), помимо песен, порой появлялись и инструментальные пьесы без слов, либо вокализы. В первой половине 1980-х годов существовал даже норматив: не менее 80 % репертуара ВИА должны были составлять «песни советских композиторов», то есть песни, авторами которых были члены вышеупомянутых Союзов (частично разрешалось использовать песни авторов из так называемых «социалистических стран», переведённые на русский язык). Программа ансамбля подлежала обязательному утверждению худсоветом.
Стиль музыки, исполнявшейся ВИА, разнообразен. Он включал в себя как фолк и народные песни («Песняры», «Ариэль»), так и диско («Красные маки», «Здравствуй, песня»), рок-музыку («Земляне», «Цветы») и синти-поп («Весёлые ребята»). Звучание ВИА рассматривают как специфический жанр в советской популярной музыке. Именно ВИА сформировали и подготовили музыкальный пласт развития биг-бита и поп-музыки, сформировали зрительскую аудиторию для следующего музыкального направления в СССР — рок-музыки. Однако в исполнении музыки ярко выраженные западные роковые элементы, будь то длинные инструментальные соло или слишком громкий голос артистов, не рекомендовались. Не приветствовались современные ритмы и новейшие направления — новая волна и пр. Потому песни у ВИА были, как правило, длительностью не более 3-4 минут и без серьёзной импровизации.
В текстах песен ВИА звучали патриотические и военно-патриотические мотивы, любовная лирика (в крайне «платонизированном» варианте), чисто советские мотивы романтики труда, встречались песни-шутки, романсы, народные песни, песни на актуальные темы (вроде строительства БАМа). В основном песни несли подчёркнуто позитивный заряд, прославляли советский образ жизни, говорили о счастье, радости, трудовых свершениях и боевых подвигах. Критика, протест, тема конфликта человека и общества допускались только в «обличительных» песнях о проблемах капиталистического мира. Не поощрялось и заострение внимания на актуальных проблемах современной молодёжи.
Заметное место в репертуаре многих ВИА («Веселые ребята», «Поющие гитары») занимали кавер-версии песен западных групп (с текстами на русском языке, часто крайне далёкими от оригинала по смыслу, но, как правило, фонетически сходными с ним). В записях и в представляемых на утверждение программах выступлений кавер-версии иногда маскировались: менялись названия, музыка могла приписываться членам Союза композиторов, участникам группы или несуществующим авторам, песня именовалась «американской народной» и так далее. Также ВИА нередко использовали фрагменты западных песен в собственных произведениях, подавая их как свою музыку. Но на концертах могли исполняться и оригинальные западные песни.

## Взаимоотношения ВИА и рок-групп
Отношения между ВИА и самодеятельными рок-группами 1970-х — начала 1980-х годов были достаточно сложными и многоплановыми. С одной стороны, существовал определённый антагонизм, связанный с разницей в статусе и признании, с другой — музыканты нередко переходили из ВИА в группы и обратно, а часть ВИА представляли собой «легализовавшиеся» тем или иным путём самодеятельные группы. Так, вышеупомянутая группа «Аракс» приобрела официальный статус через три года после создания, в 1974 году, когда вошла в труппу театра «Ленком». Группа «Земляне» также начинала как андеграундная рок-группа и лишь потом сменила статус, заключив контракт с Кемеровской филармонией. Официальный статус имели группы «Интеграл», «Диалог», «Автограф», «Карнавал», «Динамик», «Машина времени» (в период с конца 1979 до второй половины 1980-х, когда работала под эгидой государственного объединения «Росконцерт»).
В целом бездонная пропасть лежала между профессиональными ВИА, даже если они робко пытались пискнуть что-то со сцены в своё оправдание, ВИА самодеятельными, бравшими с них пример, и группами. Это, однако, не переходило в конфронтацию. Все понимали, что так устроен мир. Пойти, например, работать в ансамбль «Весёлые ребята» к Слободкину так и называлось — «продаться в рабство». Это компенсировалось спокойной жизнью без цепляний, милиции, хорошей аппаратурой и стабильным, по тем временам высоким заработком. «Чесали» тогда ребята по три — по четыре [концерта] в день. Было ясно, что эти суровые условия диктует сама жизнь, и никто из «подпольных» «продавшимся» в спину не плевал.Андрей Макаревич. «Всё очень просто»
Рок-группы отличались от ВИА не только модусом вивенди (рок-дискурс — исключительно авторский), но и вытекающими из последнего жанровыми особенностями самой исполняемой ими музыки, превращая ВИА в развлекательное и подчёркнуто полистилистическое музыкальное варьете.

## Популярность, расцвет и дальнейшая история
ВИА как отдельное явление советской музыкальной культуры просуществовали в общей сложности чуть более 20 лет. В период 1960-х — 1970-х годов они были чрезвычайно популярны, особенно у молодёжи. Наиболее известные ансамбли давали по несколько концертов в день в течение всего года, исполняемые ими песни транслировались по радио и телевидению, выпускались многочисленные и хорошо продававшиеся пластинки. Например, за четыре года (1970—1974) только тираж первой пластинки ансамбля «Веселые ребята» был продан в количестве 15 975 000 экземпляров, а общий тираж несколько раз переизданного альбома «У нас, молодых» (1975—1979) ВИА «Самоцветы» достиг 2,5 миллионов копий. Концертные организации получали от наиболее популярных ансамблей большую прибыль. ВИА работали очень интенсивно, например, годовой план, утверждённый Москонцертом ансамблю «Весёлые ребята», с 1970 года составлял ежегодно до 500 концертов. Популярность ВИА была столь высока, что на гастролях ансамбли могли работать в средних размеров городе целую неделю, ежедневно давая по два, а в выходные даже по три—четыре концерта, и каждый раз собирая полный зал.
Всеобщий кризис вокально-инструментальных ансамблей в СССР начался на рубеже конца 1970-х — начала 1980-х годов, в канун Олимпиады-80, когда из тени ненадолго вышла рок-музыка и было смягчено отношение к некоторой части западной эстрады. Строгая советская цензура делала своё дело. Репертуар многих советских ансамблей теперь выглядел всё более рядовым, серым, обыденным, что не могло не повлиять на вкусы слушателей. Прежняя аудитория ВИА, в основном молодёжь, всё больше стала увлекаться рок-музыкой, диско, «новой волной», электронной музыкой. Ансамбли стали терять былую популярность. По этой и другим причинам в начале 1980-х некоторые ВИА распались, одни музыканты эмигрировали за рубеж, другие пытались создать новые ансамбли и группы, стремясь следовать более современному репертуару и новым музыкальным направлениям, а некоторые и вовсе ушли из музыки. Дело дошло до того, что многие ВИА стали более активно исполнять перепевы песен западных исполнителей, пытаясь таким образом вновь привлечь к себе аудиторию. 1983—1985 годы, ставшие временем активной борьбы постбрежневских властей с рок-музыкой и западной эстрадой в СССР, дали вокально-инструментальным ансамблям второй шанс, в результате чего ряд ВИА внесли изменения в свой репертуар, а их исполнение и звучание стало больше соответствовать духу времени. Однако о возвращении былой популярности уже не могло быть и речи.
Многие ВИА прекратили своё существование в конце 1980-х годов. Этому способствовал целый ряд обстоятельств, прежде всего — вызванные горбачёвской перестройкой окончательный выход рок-музыки из подполья и упразднение прежних административных механизмов регулирования деятельности эстрадных исполнителей, ограничений на репертуар и строгих критериев профессионального отбора музыкантов. Сыграло свою роль и повышение качества музыкальной аппаратуры, появление дешёвых импортных цифровых синтезаторов и семплеров, дававших возможность создавать и исполнять качественную поп-музыку без необходимости привлечения большого штата музыкантов, а также активное внедрение в музыку компьютерных технологий. Да и репертуар большинства ВИА, состоящий в основном из позитивных шлягеров и «идеологически выдержанных» композиций, в изменившихся политических условиях стал гораздо менее востребован и теперь воспринимался широкой публикой как старомодный музыкальный анахронизм.
С развалом СССР немало коллективов, оставшихся без поддержки государственных концертных организаций и не сумевших приспособиться к пришедшим из-за рубежа новым веяниям, также распались, хотя некоторым удалось выжить, преобразовавшись в группы самой разной музыкальной направленности, от поп-музыки до хард-рока. Значительная часть музыкантов распавшихся ВИА смогла остаться на эстраде, войдя в состав новых групп или начав сольную карьеру. Сегодня очень многие современные российские деятели поп-музыки — это преимущественно бывшие участники ВИА 1970—1980-х.
Тем не менее, некоторое количество старых, широко известных ВИА продолжают существовать по сей день, хотя и в сильно изменённом составе. Среди них — «Земляне», «Песняры», «Цветы», «Ариэль». Некоторые известные ВИА (например, «Поющие гитары» и «Самоцветы») были воссозданы уже во второй половине 1990-х годов, на волне увеличения популярности музыки советских времён. Эти группы записывают альбомы с современными ремейками своих шлягеров, выступают с концертами, где звучит обычно наиболее популярная часть их старого репертуара. Некоторые ВИА («Земляне», «Цветы», «Самоцветы», «Песняры») исполняют и новые песни, нисколько не уступающие их известным шлягерам. В некоторых случаях (например в случае с ВИА «Песняры», «Лейся, песня», «Синяя птица», «Земляне»), возникло сразу несколько разных составов, претендующих на одно название и исполняющих одинаковый репертуар. Сегодня вокально-инструментальные ансамбли нацелены прежде всего на аудиторию среднего и старшего возраста, передавая ей атмосферу ностальгии по временам молодости и романтики.

## Наиболее известные ВИА
| ВИА                | Период                                                                 | Руководитель | Место создания | Связанные исполнители |
| ------------------ | ---------------------------------------------------------------------- | --- | --- | --- |
| Акварели           | 1974 — 1988                                                            | Александр Тартаковский | Москва, РСФСР | Виталий Попов, Вячеслав Сидельников, Алексей Игумнов, Николай Румянцев, Игорь Кузьмин, Александр Мухатаев |
| Аракс              | 1968 — 1982, 1987—2005, с 2006                                         | Сергей Рудницкий | Москва, РСФСР | Юрий Антонов, Сергей Беликов, Анатолий Алешин |
| Ариэль             | с 1969                                                                 | Валерий Ярушин | Челябинск, РСФСР | Валерий Ярушин, Лев Гуров, Борис Каплун, Ростислав Гепп, Сергей Шариков, Александр Тибелиус, Олег Гордеев |
| Верасы             | с 1971                                                                 | Василий Раинчик | Белорусская ССР, Минск | Александр Тиханович, Ядвига Поплавская, Лика Ялинская, Татьяна Тарасова, Люцина Шеметкова |
| Весёлые ребята     | с 1966 по 2017                                                         | Павел Слободкин | Москва, РСФСР | Леонид Бергер, Александр Лерман, Александр Барыкин, Людмила Барыкина, Александр Градский, Алла Пугачёва, Анатолий Алешин, Вячеслав Малежик, Алексей Глызин, Александр Буйнов, Александр Добронравов, Александр Добрынин, Сергей Рудницкий, Юрий Чернавский. |
| Голубые гитары     | с 1969                                                                 | Игорь Гранов | Москва | Вячеслав Малежик, Роксана Бабаян, Игорь Крутой |
| Горизонт           | с 1976 по 1989                                                         | Владимир Беляков | Чебоксары, РСФСР | |
| Добры молодцы      | с 1969                                                                 | Анатолий Киселёв | Ленинград, РСФСР | |
| Дос-Мукасан        | с 1967                                                                 | Досым Сулеев | Баянаул, КССР | Досым Сулеев, Мурат Кусаинов, Хамит Санбаев, Александр Литвинов |
| Здравствуй, песня! | с 1977 по 1987. С 1987 года работает как ВОКС «Здравствуй, песня!»     | Аркадий Хаславский, позднее, с 1983 по 1987, Игорь Матвиенко стал музыкальным руководителем, а с 1987 года Аркадий Хаславский вновь становится художественным руководителем | как ВИА «Здравствуй, песня!» — Владимирская филармония (1977), Североосетинская филармония (1977—1980), Краснодарская филармония (1980—1987), как ВОКС «Здравствуй, песня!» — Томская филармония (1987—1988), Химкинский молодёжный центр (1988), Подольский ПкиО им. В. Талалихина (1988—1989) | Галина Шевелева, Марк Рудинштейн, Игорь Матвиенко, Олег Кацура, Сергей Мазаев, Николай Расторгуев. |
| Земляне            | с 1976                                                                 | Владимир Киселёв, позднее Сергей Скачков | Ленинград, РСФСР | Сергей Скачков, Юрий Жучков, Игорь Романов, Юрий Ильченко, Андрей Храмов |
| Каскад             | с 1983                                                                 | Андрей Сухов | Ярославль, РСФСР | |
| Коробейники        | с 1970                                                                 | Александр Попов, Валерий Приказчиков | Москва, СССР | Александр Попов, Владимир Семёнов, Александр Левшин, Александр Юдов, Владимир Чуйкин, Юрий Меньшов, Анатолий Мурыгин |
| Красные маки       | 1975 — 1989                                                            | Валерий Чуменко | Тула, РСФСР | Валерий Чуменко, Александр Лосев, Юрий Коганович, Юрий Веселов, Владимир Заседателев, Юрий Чернавский, Аркадий Хоралов, Руслан Горобец, Павел Жагун, Владислав Андрианов, Сархан Сархан, ритм-группа Рыжов-Китаев, Николай Кирилин, Дмитрий Малолетов       |
| Лейся, песня       | 1974 — 1984                                                            | 1974-1976 — Валерий Селезнев и Михаил Плоткин, 1976—1980 — Михаил Шуфутинский, 1980—1983 — Виталий Кретов                                                                   | Кемеровская областная филармония (1974—1978), Тульская областная филармония (1978—1982), Кемеровская областная филармония (1980—1984), РСФСР | Игорь Иванов, Владислав Андрианов, Владимир Ефименко, Борис Платонов, Марина Школьник, Михаил Шуфутинский, Валерий Кипелов, Николай Расторгуев |
| Надежда            | 1975- настоящее время                                                  | Михаил Плоткин | Москва | Игорь Иванов, Николай Носков |
| Орэра              | 1958 — 1980(?)                                                         | Роберт Бардзимашвили | Грузинская ССР, Тбилиси | Нани Брегвадзе, Вахтанг Кикабидзе |
| Песняры            | 1969 — 2003, (гастрольные составы действуют по настоящее время)        | Владимир Мулявин | Белорусская ССР, Минск | Владимир Мулявин, Леонид Борткевич, Анатолий Кашепаров, Валерий Дайнеко, Игорь Пеня, Олег Аверин, Виктор Смольский |
| Пламя              | c 1975                                                                 | Николай Раппопорт, Сергей Березин | Москва | Вячеслав Малежик |
| Поющие гитары      | с 1966                                                                 | Анатолий Васильев | Ленинград, РСФСР | Анатолий Васильев, Ирина Понаровская, Валентин Бадьяров, Григорий Клеймиц, Альберт Асадуллин, Юрий Антонов |
| Поющие сердца      | с 1971                                                                 | Виктор Векштейн | Москва, РСФСР | Игорь Офицеров, Игорь Иванов |
| Самоцветы          | с 1971                                                                 | Юрий Маликов | Москва, РСФСР | Ирина Шачнева, Валерий Белянин, Елена Преснякова, Сергей Беликов, Анатолий Могилевский, Валентин Дьяконов, Владимир Винокур, Александр Барыкин, Алексей Глызин, Владимир Кузьмин                                                                            |
| Новые Самоцветы    | с 2006                                                                 | Инна Маликова | Москва | Михаил Веселов, Александр Постоленко, Яна Дайнеко, Андрей Диевский |
| Синяя птица        | 1974 — 1991, (с 1999 гастрольные составы действуют по настоящее время) | Роберт Болотный, Михаил Болотный | Куйбышев, РСФСР | Сергей Дроздов, Сергей Лёвкин |
| Сябры              | с 1974                                                                 | Валентин Бадьяров, Анатолий Ярмоленко | Белорусская ССР, Гомель | |
| Цветы              | с 1969                                                                 | Стас Намин | Москва, РСФСР | Александр Лосев, Константин Никольский, Александр Малинин, Александр Маршал, Игорь Саруханов |
| Червона рута       | 1971 — 1990                                                            | Анатолий Евдокименко | Украинская ССР | София Ротару |
| Ялла               | с 1970                                                                 | Фаррух Закиров | Узбекская ССР, Ташкент | |